# عبد العزيز علي فرج
الشيخ عبد العزيز علي فرج (22 يناير 1927 - 17 مارس 1977) قارئ قرآن مصري ويعد أحد أعلام هذا المجال البارزين، من مواليد قرية ميت الوسطي، مركز الباجور، محافظة المنوفية.

## ولادته ونشأته وحياته
ولد الشيخ عبد العزيز علي فرج في 22 يناير 1927م بقرية ميت الوسطى مركز الباجور محافظة المنوفية جمهورية مصر العربية. حفظ القرآن الكريم في سن مبكرة وتعلم القراءات على يد الشيخ أحمد الإشموني. نشأ كفيفا، إلا أن إعاقته لم تمنعه من حفظ وإجادة وقراءة القرآن الكريم. انتقل إلى العيش في منطقة حكر أبو دومة في شبرا في القاهرة. اشتغل بقراءة القرآن الكريم في الإذاعة المصرية وفي المساجد وفي المناسبات المختلفة، كما قام بتسجيل عدد من السور والابتهالات بصوته. تزوج وبعدها انتقل إلى شارع الجسر في شبرا في القاهرة. كان يذهب يوميا للقاء الفقهاء والقارئين والمبتهلين في مقهى الفقهاء في شارع أبو العلا في القاهرة.

## الإذاعة المصرية
بعد انتقاله إلى القاهرة تقدم إلى الإذاعة المصرية عام 1962 ولقراءة القرآن الكريم، وكان عدد المتقدمين وقتها 170 قارئ، لم يقبل منهم إلا أربعة منهم الشيخ عبد العزيز علي فرج. يذكر أنه قرأ القرآن الكريم في أول صلاة فجر تنقلها الإذاعة المصرية من مسجد الحسين بالقاهرة.

## مرضه ووفاته
أصيب ب مرض السكر، وتوفي في 17 مارس 1977م عن عمر 50 عاما.